# 미카엘 클레인
미카엘 클레인(루마니아어: Michael Klein; 1959년 10월 10일, 시비우 주 암나슈 ~ 1993년 2월 2일, 노르트라인-베스트팔렌 주 크레펠트)은 루마니아의 전 축구 선수로, 현역 시절 좌측 수비수로 활약했다.

## 유년 시절
미카엘 클레인은 "미샤"(Mișa)라는 별칭으로도 알려져 있으며, 1959년 10월 10일에 루마니아의 암나슈에서 출생했고, 부계는 트란실바니아 작센인 혈통이다.

## 클럽 경력
그는 1973년에 코르비눌 후네도아라의 유소년부에서 축구를 시작했는데, 1977년 8월 24일에 슈테판 코이둠의 부름을 받아 2-2로 비긴 아르제슈 피테슈티와의 디비지아 A 경기에서 1군 신고식을 치렀다. 이듬해, 그는 디비지아 B의 아우룰 브라드로 임대되었고, 1978-79 시즌에는 미르체아 루체스쿠 신임 감독의 부름을 받아 코르비눌 후네도아라에 복귀했다. 클레인과 루체스쿠 감독이 코르비눌 후네도아라에서 동행한 1년차에 소속 구단은 디비지아 B로 강등되었지만, 클레인은 잔류해 1년 만의 승격을 도왔고, 1981-82 시즌에는 리그 3위의 호성적을 거두고, 1982-83 시즌 UEFA컵에서는 4경기에 출전해 1골을 기록했다.
코르비눌 후네도아라에서 11년 반을 보낸 그는 313번의 리그 경기에서 37골을 기록했고, 이후 1988-89 시즌 중도에 디나모 부쿠레슈티로 이적해 전 코르비눌 후네도아라 감독인 미르체아 루체스쿠와 재회했다. 그는 "붉은 개 군단"의 일원으로 보낸 1년차를 빈손으로 마쳤고, 1988-89 시즌 유러피언 컵위너스컵 경기에 출전해 8강 진출의 성적을 냈다. 그 다음 시즌, 소속 구단은 우승을 거두었고, 클레인도 디비지아 A 경기에 23번 출전해 2골을 기록했고, 유러피언 컵위너스컵 경기에도 7번 출전해 디나모 부쿠레슈티의 준결승행에 보탰다.
1989년 루마니아 혁명 후, 클레인은 독일로 건너가 위어딩겐에 합류했는데, 소속 구단은 1년차에 2. 분데스리가로 강등되었지만, 잔류하여 이듬해 분데스리가 복귀에 성공했다.

## 국가대표팀 경력
미카엘 클레인은 루마니아 국가대표팀 경기에 89번 출전해 5골을 기록했는데, 이 중 첫 출전 경기는 발렌틴 스터네스쿠 감독이 이끌던 1981년 9월 9일에 열린 불가리아와의 친선경기로, 49분에 아우렐 벨데아누와 교체되어 들어갔고, 1-2로 패했다.
그의 그 다음 출전 경기는 스위스와의 1982년 월드컵 예선전 경기로, 0-0으로 비겼고, 이후 3-2로 이긴 칠레와의 친선경기에서 2번 골망을 흔들었다. 그는 유로 1984 예선전 7경기에 출전해 대회 본선행의 주역이 되었는데, 2-0으로 이긴 스웨덴과의 경기에서는 직접 득점도 올렸고, 미르체아 루체스쿠 감독의 부름을 받아 유로 1984 본선 3경기에 매 분을 소화했지만, 루마니아는 조별 리그를 넘지 못했다. 그는 1986년 월드컵 예선전 7경기에 출전했고, 유로 1988 예선전에서는 6경기 출전해 1-0으로 이긴 알바니아와의 원정 경기에서 1-0 결승골을 뽑아냈지만, 본선에 오르지 못했다. 1990년 월드컵 예선전에는 5번의 경기에 출전해 본선행에 일조했고, 에메리크 제네이 감독이 이끄는 루마니아 선수단 일원으로 대회 본선에 참가해 아일랜드와의 16강전에서 승부차기 끝에 패퇴하기 전까지 활약했다. 미카엘 클레인은 유로 1992 예선전에서도 6번 출전했고, 이 중 마지막 유로 1992 예선 출전 경기가 그의 마지막 국가대표팀 경기였는데, 1991년 11월 13일에 열린 이 스위스전 경기는 1-0으로 이겼다.

## 최후와 유산
1993년 2월 2일, 클레인은 향년 33세로 위어딩겐 훈련 도중 심근 경색으로 영면에 들었다.
미카엘 클레인은 총 322번의 디비지아 A 경기에 출전해 36골을 기록했고, 분데스리가 무대에서 37번의 경기에 출전했으며, 2. 분데스리가에서 25번, 그리고 유럽대항전에서 13경기에 나와 2골을 기록했다.
후네도아라의 미카엘 클레인 경기장은 그를 기리기 위해 명명되었고, 입구에는 미카엘 클레인의 동상이 세워졌다. 니콜라에 스탄치우는 "클레인, 루체스쿠의 주장, 감동적인 연대기"(Klein, căpitanul lui Lucescu. Cronici sentimentale)라는 제목의 그를 기리는 책을 썼다.

## 경력 통계
아래의 점수에서 왼쪽의 점수가 루마니아의 점수이며, 점수 열은 클레인의 득점 상황의 점수를 나타낸다.
| # | 날짜             | 경기장                              | 출장 | 상대     | 점수 | 결과 | 대회             |
| - | ---------------- | ----------------------------------- | ---- | -------- | ---- | ---- | ---------------- |
| 1 | 1982년 5월 18일  | 칠레 뉴뇨아 칠레 국립경기장         | 7    | 칠레     | 1–0  | 3–2  | 친선경기         |
| 2 | 1982년 5월 18일  | 칠레 뉴뇨아 칠레 국립경기장         | 7    | 칠레     | 2–0  | 3–2  | 친선경기         |
| 3 | 1982년 7월 15일  | 루마니아 수체아바 아레니 경기장     | 8    | 일본     | 1–0  | 4–0  | 친선경기         |
| 4 | 1982년 9월 8일   | 루마니아 부쿠레슈티 8·23 경기장     | 11   | 스웨덴   | 2–0  | 2–0  | 유로 1984 예선전 |
| 5 | 1987년 10월 28일 | 알바니아 블로러 플라무르타리 경기장 | 59   | 알바니아 | 1–0  | 1–0  | 유로 1988 예선전 |

## 수상
코르비눌 후네도아라
- 디비지아 B: 1979–80[4]

디나모 부쿠레슈티
- 디비지아 A: 1989–90[4]
- 쿠파 로므니에이: 1989–90[4]

위어딩겐
- 2. 분데스리가: 1991–92[4]

개인
- 가제타 스포르투릴로르 루마니아 올해의 축구 선수 5위: 1985,